# Czortków

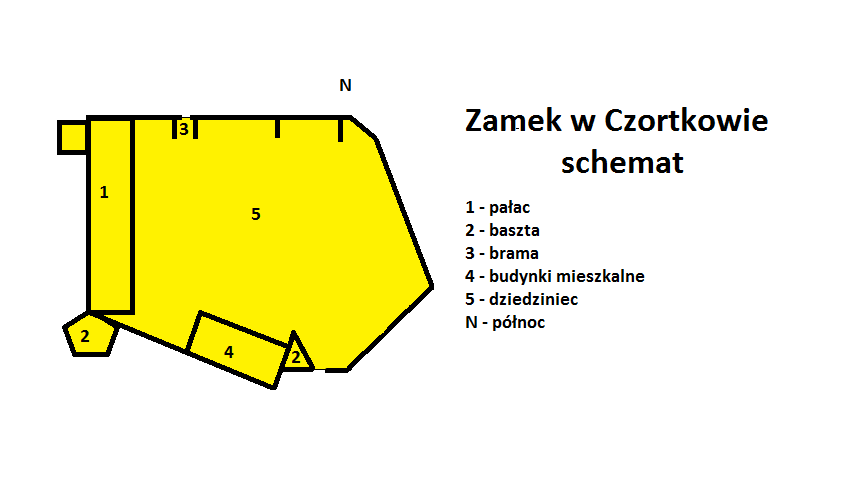
Schemat zamku w Czortkowie

Czortków (ukr. Чортків, Czortkiw) – miasto (w 2013 – 2020 wydzielone z rejonu) na Ukrainie, w obwodzie tarnopolskim, siedziba rejonu czortkowskiego i hromady Czortków.
Czortków leży nad Seretem.

## Gospodarka
W mieście rozwinął się przemysł spożywczy oraz odzieżowy.

## Historia
- 1494, 1534, 1594 i 1640 – najazdy tatarskie,
- 1522 – lokacja miasta przez Jerzego Czartkowskiego herbu Korab jako miasto prywatne, a prawa magdeburskie nadał Zygmunt I Stary. Kolejnymi właścicielami były rodziny Golskich, Potockich, Wróblewskich, Sadowskich,
- 1578 – miasto kupił Jan Sieniawski herbu Leliwa[potrzebny przypis],
- 1597 – miasto kupił przyszły wojewoda ruski Stanisław Golski herbu Rola,
- 1610 – na prośbę właściciela w mieście zamieszkują dominikanie,
- 1612 – po śmierci brata miasto staje się własnością Jana Golskiego,
- 1616 – Zofia z Zamiechowa – wdowa po Janie Golskim sprzedała miasto Stefanowi Potockiemu[potrzebny przypis],
- 1637 – pożar niszczy miasto,
- 1672–1699 – w granicach Imperium Osmańskiego w konsekwencji traktatu buczackiego między Imperium a Rzeczpospolitą Polską,
- 1699–1772 – ponownie w Rzeczypospolitej, w 1772 roku Czorstkow położony był w województwie podolskim[4],
- 1772 – w wyniku I rozbioru Polski został zagarnięty przez Monarchię Habsburgów, do listopada 1918 kolejno w Cesarstwie Austriackim (1801–1809), Imperium Rosyjskim (1809–1815), ponownie w Cesarstwie Austrii (1815–1867), następnie od 1867 do 1 listopada 1918 w Austro-Węgrzech, w autonomicznym kraju koronnym Przedlitawii – Galicji,
- 1906 – ustanowienie wodociągów miejskich (za burmistrza Ludwika Nossa, projektant inż. Marceli Maślanka)[5],
- 1907 – założono Prywatne Gimnazjum im. Juliusza Słowackiego w Czortkowie,
- 1908–1912 – budowa siedziby Polskiego Towarzystwa Gimnastycznego „Sokół” ze składek miejscowych Polaków i przy wsparciu ówczesnego burmistrza Czortkowa – Ludwika Nossa,
- 1 listopada 1918 – 15 lipca 1919 pod administracją Zachodnioukraińskiej Republiki Ludowej,
- 6 czerwca 1919 – Wojsko Polskie pod dowództwem płk. Władysława Sikorskiego zajęło miasto. 8 czerwca zostało zajęte przez Ukraińską Armię Halicką w trakcie ofensywy czortkowskiej w wojnie polsko-ukraińskiej. Oddziały polskie pod dowództwem gen. Lucjana Żeligowskiego wkroczyły ponownie do miasta 15 lipca 1919,
- 15 lipca 1919 – 16 sierpnia 1945 – w granicach II Rzeczypospolitej (14 marca 1923 przynależność miasta do Polski została uznana przez Radę Ambasadorów), siedziba powiatu czortkowskiego województwa tarnopolskiego. W Czortkowie znajdowały się również dowództwo Brygady KOP „Podole”, batalion KOP „Czortków” i placówka wywiadowcza KOP nr 9,
- 20 lipca – 15 września 1920 roku w czasie wojny polsko-bolszewickiej miasto okupowała Armia Czerwona,
- 1928 – upaństwowiono miejscowe gimnazjum, przemianowany na Państwowe Gimnazjum im. Juliusza Słowackiego w Czortkowie,
- 1925 – z inicjatywy Jana Chodźki powstała płyta nieznanego żołnierza,
- 1930 – powstaje nowy gmach magistratu,
- 1930 – 1 kwietnia 1930 do Czortkowa włączono Czortków Stary i Wygnankę[6].
- 1931 – według drugiego spisu powszechnego w 1931 Czortków zamieszkiwało 19 038 osób, z czego 10 504 stanowili Polacy, 4860 Żydzi, a 3633 Ukraińcy[7],
- 1937 – przedstawienie „Antygona” Sofoklesa w Państwowym Gimnazjum im. Juliusza Słowackiego, wystawione przez uczniów tej szkoły, pod kierunkiem prof. Stanisława Krwawicza, nauczyciela łaciny, prowadzącego w tej szkole Koło Miłośników Dramatu Klasycznego,
- 17 września 1939 – 5 lipca 1941 – pod okupacją ZSRR w konsekwencji agresji ZSRR na Polskę i paktu Ribbentrop-Mołotow. 1 listopada 1939 jednostronnie anektowany przez ZSRR. 6 lipca 1941 – 23 marca 1944 pod okupacją III Rzeszy w konsekwencji ataku Niemiec na ZSRR, 23 marca 1944 – 16 sierpnia 1945 ponownie pod okupacją sowiecką,
- 1940–1941 – aresztowania przez NKWD i deportacje Polaków na Syberię i do Kazachstanu,
- 1940 21/22 stycznia – powstanie czortkowskie; pierwszy na okupowanym terytorium Polski powstańczy zryw podczas II wojny światowej, krwawo stłumione przez NKWD,
- 1941, czerwiec – po wybuchu wojny niemiecko-sowieckiej NKWD przystąpiło do likwidacji miejscowego więzienia. Od 100 do 200 więźniów zamordowano na miejscu, a ponad tysiąc wywieziono z miasta. Z tej liczby ok. 300–350 osób w nieludzkich warunkach przewieziono koleją do Gorkiego, a około 700–800 pognano pieszo do Humania, gdzie zostali wymordowani 20 lipca 1941[8],

1941, 1/2 lipca w nocy NKWD zamordowało 8 dominikanów (Anatola Znamirowskiego, Andrzeja Bojakowskiego, Jacka Misiutę, Justyna Spyrłaka, Hieronima Longawę, Reginalda Czerwonka, Metodego Iwanuszczowa i Józefa Wincentowicza), w ich siedzibach w mieście i poza miastem, nad przepływającym w pobliżu Seretem,
1941, 6 lipca – zajęcie miasta przez Wehrmacht. Odnalezienie ciał zamordowanych więźniów wywołało pogrom Żydów, których zgodnie ze stereotypem "żydokomuny" obwiniono o sowieckie zbrodnie. Do 10 lipca Ukraińcy oraz żołnierze niemieccy zabili ponad 100 (według innej wersji ponad 300) Żydów. Zdaniem Kaia Struvego mordy zostały zainspirowane przez Sonderkommando 4b z Einsatzgruppe C.
1942 – utworzone getto w Czortkowie i zagłada Żydów przez nowego okupanta, Niemców,
1944, 23 marca – wkroczenie Armii Czerwonej. Tymczasowe ulokowanie do 1947 roku w mieście władz obwodu tarnopolskiego,
- 1945, 16 sierpnia – wcielenie do ZSRR. Po konferencji jałtańskiej (4–11 lutego 1945), wyłoniony w konsekwencji jej ustaleń Tymczasowy Rząd Jedności Narodowej podpisał 16 sierpnia 1945 umowę z ZSRR, uznając nieco zmodyfikowaną linię Curzona za wschodnią granicę Polski, w oparciu o porozumienie o granicy zawarte pomiędzy PKWN i rządem ZSRR 27 lipca 1944. W konsekwencji umowy Czortków wraz z województwem tarnopolskim włączono do Ukraińskiej Socjalistycznej Republiki Radzieckiej,
- 1946 – przymusowe wysiedlenie Polaków,
- 1945–1991 w granicach ZSRR (Ukraińska SRR),
- od 1991 w granicach Ukrainy,
- 2019 – na wysokiej 40-metrowej wieży Kościoła św. Stanisława biskupa i męczennika w Czortkowie ukraiński naukowiec i historyk Wołodymyr Dobrianski odkrył detonator pocisku odłamkowego. Domniemana trajektoria jego lotu pozwoliła ustalić, że podczas ofensywy czortkowskiej (7–28 czerwca 1919 r.) w lasach na zachód od wsi Szmańkowce stacjonowały pułki (64 armaty) pod dowództwem atamana Cyryla Karasa[13][14],
- 11 czerwca 2022 – podczas rosyjskiej inwazji na Ukrainę wojska rosyjskie po raz pierwszy przypuściły atak rakietowy na Czortków. Żadnych ofiar[15].

## Zabytki
- Ruiny zamku w Czortkowie, dokładnie w Wygnance z początku XVII wieku.
- dominikański kościół pw. św. Stanisława. Pierwszy kościół wybudowano wraz z klasztorem oo. dominikanów w 1619 r. Jego fundatorem był Stanisław Golski, który po śmierci został pochowany w krypcie kościoła. Świątynię odwiedzali polscy królowie, m.in. Jan II Kazimierz czy Jan III Sobieski. Obecny kościół został wybudowany w 1918 r., w stylu gotyku nadwiślańskiego, według projektu polskiego architekta Jana Sas-Zubrzyckiego, autorami figur świętych byli Czesław Stowp i Damian Stankiewicz. W 1941 r. Sowieci uciekając na wschód podpalili kościół i klasztor, rujnując budowlę. Po zakończeniu II wojny światowej i wyjeździe Polaków z tutejszych ziem władza sowiecka zamknęła kościół i urządziła w nim magazyn nawozów sztucznych, a znajdujące się w nim cenne organy drezdeńskie zostały zniszczone. Ojcom dominikanom kościół został oddany w stanie ruiny w 1989. Pierwszym proboszczem został pochodzący z Czortkowa o. Reginald Wiśniewski. W kościele do końca II wojny światowej znajdował się uważany za cudowny obraz Matki Boskiej Czortkowskiej. Od zniszczenia uchronili go byli polscy parafianie, którzy po przymusowym wysiedleniu przewieźli obraz w nowe granice Polski, a w latach 80. XX wieku złożyli w warszawskim kościele pw. św. Jacka, gdzie znajduje się po dziś dzień. Obecnie w czortkowskim kościele znajduje się koronowana kopia obrazu;
- cerkiew greckokatolicka pw. Wniebowstąpienia z XVI w., podobnie jak zamek, w dawnej wsi Wygnanka z dzwonnicą z XVII wieku;
- cerkiew Zaśnięcia (uspieńska)[16];
- cerkiew Św. Pokrowy (dawna cerkiew greckokatolicka, obecnie cerkiew prawosławna, UAKP) z początku XX w., podobnie jak zamek, w dawnej wsi Wygnanka[17];
- stary ratusz miejski z czworokątną oryginalną wieżą wybudowaną w latach 1905–1908, prace nad budową ratusza ostatecznie zakończono w 1924 roku. Na wieży znajduje się zegar wykonany na polecenie polskich władz samorządowych w Szwajcarii (w Bernie) w firmie „Aoasta”;
- nowy ratusz miejski;
- stary katolicki (polski) cmentarz z licznymi nagrobkami (zachowany, lecz w znacznym stopniu zdewastowany), mauzoleum i katakumby polskich ofiar egzekucji ukraińskich z lat 1918–1919. Spoczywają tam prochy polskich obrońców Czortkowa z okresu walk polsko-ukraińskich, m.in. młodzi Polacy 16-, 17-letni gimnazjaliści;
- nowa synagoga z XX w. w stylu mauretańskiego neogotyku.

pomniki, muzea
- współczesny pomnik Tarasa Szewczenki i muzeum;
- współczesny pomnik Petra Chamczuka;
- rejonowe muzeum krajoznawcze.

## Demografia
- 1901 – 4551[potrzebny przypis] mieszkańców, w tym 427 rzymskich katolików, 889 grekokatolików, 2209 izraelitów, 1 ormianin, 2 ewangelistów[18].
- 1921 – 5191 mieszkańców.
- 1931 – 19 000 mieszkańców, w tym 46,4% Polaków, 22,8% Ukraińców, 30% Żydów.
- 1959 – 60% Ukraińców, 25% Rosjan, 3% Polaków, 2% Żydów.
- 1991 – 28 000 mieszkańców.
- 2001 – 29 075 mieszkańców, 90% Ukraińców.
- 2012 – 29 500 mieszkańców[19].

W przeszłości miasto było głównie zamieszkane przez Polaków, Rusinów – następnie Ukraińców oraz Żydów. W 1941 r. na skutek wydarzeń wojennych ludność żydowska wzrosła do ok. 8 tys., tworząc liczący się w ich środowisku ośrodek chasydzki skupiony wokół potomków cadyka Dawida Mojżesza (zm. 1900). Obecnie miasto jest zamieszkane głównie przez Ukraińców oraz przez – niegdyś całkowicie nieobecną – mniejszość rosyjską, osiedloną w czasach radzieckich.

## Religia
Czortków jest siedzibą greckokatolickiej eparchii buczackiej.
- Cerkiew Zaśnięcia Najświętszej Maryi Panny (1583; Prawosławna Cerkiew Ukrainy),
- Cerkiew Wniebowstąpienia Pańskiego (1630; Ukraińska Cerkiew Greckokatolicka),
- Cerkiew Niepokalanego Poczęcia Najświętszej Marii Panny (1854; Ukraińska Cerkiew Greckokatolicka),
- Cerkiew Świętego Wstawiennictwa (1905; Prawosławna Cerkiew Ukrainy),
- Cerkiew Świętego Księcia Apostolskiego Włodzimierza Wielkiego (Prawosławna Cerkiew Ukrainy),
- Cerkiew Narodzenia Najświętszej Maryi Panny (Prawosławna Cerkiew Ukrainy),
- Cerkiew Przemienienia Pańskiego (Ukraińska Cerkiew Greckokatolicka),
- Cerkiew św. Michała Archanioła (Ukraińska Cerkiew Greckokatolicka),
- Sobór Zwierzchnich Apostołów Piotra i Pawła (2001; Ukraińska Cerkiew Greckokatolicka),
- jeden klasztor męski (klasztor Świętej Rodziny) i dwa klasztory żeńskie (Zgromadzenie Sióstr Najświętszej Rodziny i Zgromadzenie Sióstr Urszulanek) UHCC,
- dwie synagogi - główna (lata 80. XVI w.) i nowa (1909, architekt Hans Heldkremer),
- Cerkiew Świętej Trójcy (1607; Ukraińska Cerkiew Greckokatolicka; nieistniejąca),
- Cerkiew św. Mikołaja Cudotwórcy (1714; Ukraińska Cerkiew Greckokatolicka; nieistniejąca),
- Klasztor Bazylego Wielkiego (1607; Ukraińska Cerkiew Greckokatolicka; nieistniejąca).

## Sport
W czasach II RP siedzibę miał tu klub piłkarski Czortkowia Czortków.

## Ludzie związani z miastem
- Teofil Banach – żołnierz Wojska Polskiego, działacz konspiracyjny Armii Krajowej
- Roman Banach – polski operator, realizator, montażysta, reżyser i scenarzysta filmów dokumentalnych[20]
- Stanisław Basiński – polski nauczyciel, dyrektor miejscowego gimnazjum
- Sasza Blonder – polski malarz
- Stanisław Bodnar – starosta powiatu czortkowskiego, honorowy obywatel Czortkowa[21]
- Artur Cielecki-Zaremba – polityk, poseł, działacz społeczny
- Ewa Cieszyńska – polska architekt
- Wacław Czerwiński – polski konstruktor lotniczy, pilot, jeden z prekursorów polskiego szybownictwa
- Jerzy Czortkowski – założyciel Czortkowa
- Stanisław Golski – fundator kościoła i klasztoru oo. Dominikanów
- Samuel Szmelke Horowic (1726-1778) – rabin Nikolsburga
- Jerzy Janicki (1928-2007) – polski pisarz, dziennikarz i scenarzysta, urodzony w Czortkowie
- Edward Kmiecik (ur. 1928) – polski malarz, artysta plastyk, urodzony w Czortkowie
- Ludwik Kinicki – polski działacz religijny, bankowiec, red. naczelny „Nowy Dzień”, nadzorca działalności Świadków Jehowy w Generalnej Guberni, więzień KL Mauthausen–Gusen
- Stanisław Matuszewski – polski nauczyciel[22], dyrektor miejscowego Państwowego gimnazjum im. Juliusza Słowackiego[23][24]
- Stanisław Michałowski – notariusz, burmistrz Czortkowa w II RP
- Ludwik Noss (zm. w 1913[25]) – burmistrz Czortkowa, honorowy obywatel miasta z 1896[26]
- Ireneusz Opacki (1933-2005) – polski literaturoznawca, prof. dr hab., związany z Uniwersytetem Śląskim w Katowicach, twórca i kier. Zakładu Teorii Literatury, ur. w Czortkowie
- Antoni Ostaszewski (1816–1883) – lekarz, doktor medycyny praktykujący w Czortkowie
- Jerzy Przystawa (ur. 1939) – polski naukowiec, fizyk, prof. dr hab., specjalista kwantowej teorii ciała stałego, urodzony w Czortkowie
- Alfred Trawiński – polski lekarz weterynarii, major Wojska Polskiego II RP, bakteriolog, profesor Akademii Medycyny Weterynaryjnej we Lwowie, urodzony w Czortkowie
- Tadeusz Ważewski (1896–1972) – polski naukowiec, matematyk, profesor Uniwersytetu Jagiellońskiego, specjalista równań różniczkowych, urodzony w Wygnance
- Zdzisław Wróbel – doktor prawa, kierownik Sądu w Czortkowie[27].

### Sprawiedliwi wśród Narodów Świata (niosący pomoc Żydom w Czortkowie)
Na polskiej liście Sprawiedliwych:
- Julia Banko (Czulemba)[28]

- Andrzej i Aniela Dobruccy oraz Ewa Mikusz z d. Dobrucka[29][30]
- Józefa Henhen[31]

- Eugeniusz i Rozalia Kałuscy[32]

- Wiktor i Józefa Kotowiczowie[33]
- prof. Mossiczy z żoną (IN) oraz mężczyzna o nazwisku Trunkwalter[34]
- Stefan Lintner[35]

- Katarzyna Pałys i jej córka Janina[36]

- Leopold Papierkowski[37]

- Jan i Olga Pauterowie[38]

- Maria Rosenzweig z d. Błyszczuk[39][40]

- Zygmunt i Lucyna Zdziejowscy[41]

Na ukraińskiej liście Sprawiedliwych:
- Jewstachij i Hanna Aksenczukowie i ich syn Bohdan[42][43][44][45]

- Hanna Sekreta i jej dzieci Josefa i Rudolf[46][47][48][49]

## Współpraca zagraniczna
| Miasto           | Państwo | Data podpisania umowy |
| ---------------- | ------- | --------------------- |
| Leżajsk          | Polska  | ?                     |
| Dobrodzień       | Polska  | 26.06.2004            |
| gmina Dobrodzień | Polska  | 26.06.2004            |
| Zawadzkie        | Polska  | ?                     |

## Pobliskie miejscowości
- Tarnopol, 75 km, pn.
- Buczacz, 30 km, zach.
- Budzanów, 25 km, pn
- Kolędziany, 15 km, płd.-wsch.
- Trembowla, 40 km, pn.